# Team SCV Life
TSL(Team SCV Life)은 대한민국의 스타크래프트 II 프로게임단이었다.

## 역사
TSL은 MBC게임 히어로 코치직을 사임한 이운재가 2010년 9월 26일 창단한 스타크래프트 2 게임단이다. 2010년 10월 14일에 용산 아이파크몰에서 정식 창단식을 가졌다. 스타크래프트 II 게임단으로는 이례적으로 메인스폰서로 '지.스킬', 실버 스폰서로 '이엠텍아이엔씨', '아수스 에스티컴', '스카이지털', '오리온정보통신', '에너맥스 씨엠코포레이션'등 수많은 컴퓨터 하드웨어 업체들의 후원을 받았다.
2013년 1월 3일 스폰서들과의 재계약에 실패하여 해체되었다.

## 게임단 연혁
- 2010년 9월 26일 TSL 비공식 창단
- 2010년 10월 14일 TSL 공식 창단
- 2013년 1월 3일 TSL 공식 해체

## 역대 성적
- 2010년
  - TG삼보-인텔 스타크래프트 II OPEN Season 1 우승 (김원기)
  - 소니 에릭슨 스타크래프트 II OPEN Season 2 16강 (신상호)
  - 소니 에릭슨 스타크래프트 II OPEN Season 3 준우승 (박서용)

## 역대 팀 감독
- 1대 감독 : 이운재 ( 재임 기간:2010년-2013년)

## 주요 종목
- 스타크래프트 II: 자유의 날개